# Saint-Martin-du-Frêne
Saint-Martin-du-Frêne és un municipi francès situat al departament de l'Ain i a la regió d'Alvèrnia-Roine-Alps. L'any 2007 tenia 1.064 habitants.

## Demografia

### Població
El 2007 la població de fet de Saint-Martin-du-Frêne era de 1.064 persones. Hi havia 400 famílies de les quals 87 eren unipersonals (32 homes vivint sols i 55 dones vivint soles), 119 parelles sense fills, 170 parelles amb fills i 24 famílies monoparentals amb fills.
La població ha evolucionat segons el següent gràfic:
Habitants censats

### Habitatges
El 2007 hi havia 471 habitatges, 407 eren l'habitatge principal de la família, 13 eren segones residències i 51 estaven desocupats. 353 eren cases i 118 eren apartaments. Dels 407 habitatges principals, 252 estaven ocupats pels seus propietaris, 112 estaven llogats i ocupats pels llogaters i 43 estaven cedits a títol gratuït; 2 tenien una cambra, 21 en tenien dues, 48 en tenien tres, 105 en tenien quatre i 231 en tenien cinc o més. 340 habitatges disposaven pel capbaix d'una plaça de pàrquing. A 188 habitatges hi havia un automòbil i a 189 n'hi havia dos o més.

### Piràmide de població
La piràmide de població per edats i sexe el 2009 era:
| Homes | Edats   | Dones |
| ----- | ------- | ----- |
| 0     | 95 o +  | 0     |
| 4     | 90 a 94 | 0     |
| 0     | 85 a 89 | 4     |
| 4     | 80 a 84 | 8     |
| 8     | 75 a 79 | 12    |
| 20    | 70 a 74 | 20    |
| 24    | 65 a 69 | 20    |
| 12    | 60 a 64 | 16    |
| 16    | 55 a 59 | 16    |
| 44    | 50 a 54 | 20    |
| 40    | 45 a 49 | 40    |
| 36    | 40 a 44 | 52    |
| 40    | 35 a 39 | 32    |
| 48    | 30 a 34 | 56    |
| 40    | 25 a 29 | 48    |
| 40    | 20 a 24 | 32    |
| 28    | 15 a 19 | 32    |
| 68    | 10 a 14 | 32    |
| 32    | 5 a 9   | 28    |
| 4     | 0 a 4   | 52    |

## Economia
El 2007 la població en edat de treballar era de 716 persones, 558 eren actives i 158 eren inactives. De les 558 persones actives 523 estaven ocupades (297 homes i 226 dones) i 35 estaven aturades (11 homes i 24 dones). De les 158 persones inactives 49 estaven jubilades, 50 estaven estudiant i 59 estaven classificades com a «altres inactius».

### Ingressos
El 2009 a Saint-Martin-du-Frêne hi havia 422 unitats fiscals que integraven 1.105 persones, la mediana anual d'ingressos fiscals per persona era de 18.726 €.

### Activitats econòmiques
Dels 58 establiments que hi havia el 2007, 1 era d'una empresa extractiva, 3 d'empreses alimentàries, 1 d'una empresa de fabricació de material elèctric, 1 d'una empresa de fabricació d'elements pel transport, 6 d'empreses de fabricació d'altres productes industrials, 8 d'empreses de construcció, 9 d'empreses de comerç i reparació d'automòbils, 7 d'empreses de transport, 2 d'empreses d'hostatgeria i restauració, 3 d'empreses financeres, 7 d'empreses de serveis, 9 d'entitats de l'administració pública i 1 d'una empresa classificada com a «altres activitats de serveis».
Dels 13 establiments de servei als particulars que hi havia el 2009, 1 era una oficina de correu, 2 tallers de reparació d'automòbils i de material agrícola, 1 taller d'inspecció tècnica de vehicles, 4 paletes, 2 fusteries, 1 lampisteria, 1 empresa de construcció i 1 perruqueria.
Dels 2 establiments comercials que hi havia el 2009, 1 era una botiga de menys de 120 m² i 1 una joieria.
L'any 2000 a Saint-Martin-du-Frêne hi havia 9 explotacions agrícoles que ocupaven un total de 510 hectàrees.

## Equipaments sanitaris i escolars
El 2009 hi havia 1 farmàcia i 1 ambulància.
El 2009 hi havia una escola elemental.

## Poblacions més properes
El següent diagrama mostra les poblacions més properes.